# Угринь
Угринь (укр. Угринь) — село в Заводской поселковой общине Чортковского района Тернопольской области Украины.
Население по переписи 2001 года составляло 1104 человека. Почтовый индекс — 48550. Телефонный код — 3552.